# Guilherme I, conde da Borgonha
Guilherme I da Borgonha (1020 - Besançon, 1087), cognomionado de o Grande ou o Imprudente (em francês:  Tête Hardi, isto é Cabeça Dura) foi conde da Borgonha e Mâcon desde 1057 até 1087.
A sua descendência esteve entre as mais conhecidas da Europa do seu tempo chegando a ter um filho papa.
Faleceu na cidade de Besançon e encontra-se sepultado na Catedral de São João (Saint Jean.
No ano de 1057, sucedeu ao seu pai no Condado da Borgonha, governando territórios com maior extensão do que o atual Franco Condado.

## Relações familiares
Foi filho de Reinaldo I de Borgonha (990 - 3 de setembro de 1057) e de Alice da Normandia (990 -?), filha  de Ricardo II da Normandia (970 - 28 de agosto de 1027) e de Judite da Bretanha (980 -?).
Foi casado com Estefânia da Borgonha (também identificada como Estefânia de Longwy ou também como Étiennette de Longwy, e tida como filha de Adalberto da Lorena e de Clemência de Foix; embora muitas historiadores, atualmente não considerem estes dados como totalmente corretos, Tiveram:
1. Reinaldo II da Borgonha (? - 1097) casado com Regina d' Oltigen, foi sucessor de seu pai à frente dos destinos do condado, faleceu na Primeira Cruzada.
2. Estêvão I de Borgonha (também conhecido pela alcunha em francês "Tête Hardi", o "Cabeça Dura"), foi regente do condado na ausência de seu irmão Reinaldo II. Foi casado com Beatriz da Lorena, filha de Gerardo da Lorena. Estêvão veio a morrer na Guerra Santa durante a Cruzada de 1101.
3. Raimundo de Borgonha, casado em 1090 com Urraca de Leão e Castela, rainha regente do reino de Castela.
4. Guido de Viena, eleito Papa em 1119 na Abadia de Cluny, com o nome de Calisto II.
5. Sibila (depois Mahaut, ou Matilde) (1065 - 1101), casada em 1080 com Eudo I, Duque da Borgonha.
6. Gisela, casada 1ª vez em 1090 com Humberto II de Saboia e 2ª vez com Rainério I de Monferrato.
7. Guilherme, fal. a 1090, sem mais informações.
8. Berta, casou-se a 25 de Novembro de 1093 com o rei Afonso VI de Leão e Castela, de quem foi a terceira esposa. Ela faleceu sem gerar filhos.
9. Eudo, filho mais velho, fal. a 1087.
10. Hugo III, arcebispo de Besanção.
11. Clemência da Borgonha, casada 1ª vez com Roberto II da Flandres, conde de Flandres, foi regente da Flandres durante a ausência do marido. Casou-se 2ª vez c. Godofredo I de Brabante.
12. Estefânia (ou Étiennette, em francês), casou-se com Lambert François de Valence.
13. Ermentruda, casada em 1065 com Teodorico I de Montbéliard.
14. e talvez mais uma filha.